# Angiodysplasie
 Mise en garde médicale
L'angiodysplasie est une anomalie vasculaire due à un trouble du développement des vaisseaux.
L'angiodysplasie du côlon, observée chez les sujets âgés, est caractérisée par une dilatation artério-veineuse sous-muqueuse acquise, qui peut provoquer des hémorragies graves. Le diagnostic est confirmé par la coloscopie.
Le traitement repose sur l'électrocoagulation.
L'angiodysplasie ostéodystrophique est le syndrome de Klippel-Trenaunay.

## Angiodysplasie du tube digestif
Elle est probablement d'origine dégénérative, favorisée par une subocclusion de veinules sous-muqueuses. Ces anomalies sont multiples et sont probablement fréquentes, n'entraînant pas forcément des saignements. Des anomalies du facteur de von Willebrand (un des facteurs de la coagulation) sont fréquemment retrouvées, probablement conséquences des turbulences dans les angiodysplasies. Elles sont retrouvées plus fréquemment chez les patients porteurs d'un rétrécissement aortique.
Le traitement repose sur l'électrocoagulation des lésions. Il est parfois complexe du fait de certaines localisations (intestin grêle) et du caractère multiple des lésions. En cas de saignement actif important, elle peut nécessiter une embolisation. Les formes graves peuvent conduire à une résection chirurgicale partielle du tube digestif concerné.